# Manaën
Manaën gehört zu einer Gruppe von fünf Personen, die in Apostelgeschichte 13, 1  als Propheten und Lehrer der Gemeinde in Antiochia bezeichnet werden. Zu dieser Gruppe gehörten unter anderem auch Saulus und Barnabas, die von diesem Kreis ausgesandt wurden, um das Evangelium von Jesus Christus zu verkündigen (siehe 1. Missionsreise des Paulus). Über Manaën heißt es, dass er mit dem Landesfürsten Herodes erzogen worden sei (gemeint ist damit Herodes Antipas, der Landesfürst Jesu). Daraus lässt sich schließen, dass er aus einer vornehmen jüdischen Familie stammte und am Hof der Herodes-Dynastie aufwuchs.